# 张智远
张智远（1871年？—？） 字守愚，四川宜宾人，清朝及中华民国官员。

## 生平
张智远是光緒二十九年（1903年）癸卯科进士。后任法部主事。此后他留学日本法政大学。归国后，他“留礼部以原官（主事）
尽先补用”。 1906年，四川省留日学生蒲殿俊约集胡骏、萧湘、张智远、李大钧、邓镕等三百余人，成立了川汉铁路改进会，上书锡良要求川路公司实行商办。
中华民国成立后，1914年，他任约法会议秘书。 此后，他曾任京师地方审判厅刑二庭推事，任内曾于1918年对宋教仁遇刺案嫌犯洪述祖进行豫审。

## 著作
- [日]冈田朝太郎口授，张智远笔述，徐谦鉴定，检察制度研究会编辑，检察制度详考，北京顺治门内东太平街徐宅，1912年